# L'Implacable (film, 1951)
Pour plus de détails, voir Fiche technique et Distribution.
L'Implacable (titre original : Cry Danger) est un film américain en noir et blanc réalisé par Robert Parrish, sorti en 1951.

## Synopsis
Injustement incarcéré pendant cinq ans pour vol et meurtre, Rocky Mulloy sort de prison et se met à la recherche de celui qui l'a piégé. Aidé de Delong, un ancien soldat de la marine handicapé, et de Nancy, l'épouse de son meilleur ami, Rocky retrouve le racketteur Louie Castro, qui avait organisé le braquage. La tentative de Rocky de coincer Castro et de trouver la cache du butin, est compliquée par le lieutenant de police Gus Cobb, lequel a deviné les intentions de Rocky et le surveille constamment.

## Fiche technique
- Titre original : Cry Danger
- Réalisation : Robert Parrish
- Scénario : William Bowers, d'après une histoire de Jerome Cady
- Musique : Paul Dunlap, Emil Newman
- Costumes : Elois Jenssen
- Tournage :  du 9 juin 1950 à août 1950 (à Los Angeles)
- Photographie : Joseph F. Biroc
- Montage : Bernard W. Burton (en)
- Producteurs : W.R. Frank, Sam Wiesenthal
- Société de production : Olympic Productions Inc., Wiesenthal-Frank Productions
- Société de distribution : RKO Pictures
- Pays de production :  États-Unis
- Langue d'origine : anglais américain
- Format : noir et blanc — 35 mm — 1,37:1 — son : mono (Western Electric Recording)
- Genre : policier, thriller, film noir
- Durée : 79 minutes
- Dates de sortie: 
  - États-Unis : 21 février 1951
  - France : 26 février 1954

## Distribution
- Dick Powell : Rocky Mulloy
- Rhonda Fleming : Nancy Morgan
- Richard Erdman : Delong
- William Conrad : Louie Castro
- Regis Toomey : lieutenant de police Gus Cobb
- Jean Porter : Darlene LaVonne
- en: Joan Banks  : Alice Fletcher
- Jay Adler : Williams
- Renny McEvoy : chauffeur de taxi
- Lou Lubin : Hank